# 6199 Yoshiokayayoi
6199 Yoshiokayayoi (1992 BK1) là một tiểu hành tinh vành đai chính được phát hiện ngày 26 tháng 1 năm 1992 bởi A. Sugie ở Đài thiên văn Dynic.